# Theodor Ellinger
Theodor Ellinger (* 14. Juni 1920 in Stuttgart; † 28. Dezember 2004 in Hoffnungsthal (Rösrath)) war ein deutscher Ökonom.

## Leben
Von 1942 bis 1950 studierte er an der Universität Stuttgart Maschinenbau (April 1948 Diplom) und ab 1944 auch Wirtschaftswissenschaften (Frühjahr 1950 Diplom in Volkswirtschaft). Nach der Promotion 1950 an der Universität Stuttgart zum Dr.-Ing., der Promotion 1953 an der Universität Tübingen zum Dr. rer. pol. und der Habilitation 1958 bei Karl Hax an der Universität Frankfurt am Main lehrte er von 1960 bis 1967 als Professor für Betriebswirtschaftslehre an der Johannes Gutenberg-Universität Mainz und seit 1967 als ordentlicher Professor an der Universität Köln. Theodor Ellinger war evangelischer Christ und brachte sich ehrenamtlich in christlichen Gemeinden in Werken ein. So war er von 1974 bis 1980 Vorsitzender der Studentenmission in Deutschland (SMD).

## Schriften (Auswahl)
- Industrielle Wechselproduktion. Grundprinzipien und Gesetz der Wechselproduktion. Stuttgart 1985, ISBN 3-7910-9147-6.
- Berufsziel – Lebensziel. Neuhausen-Stuttgart 1985, ISBN 3-7751-0988-9.
- mit Reinhard Haupt: Produktions- und Kostentheorie. Stuttgart 1996, ISBN 3-7910-9196-4.
- mit Günter Beuermann und Rainer Leisten: Operations-Research. Eine Einführung. Mit 104 Tabellen. Berlin 2003, ISBN 3-540-00477-7.